# Giro del Sol San Juan
Il Giro del Sol San Juan è una corsa a tappe maschile di ciclismo su strada che si svolge annualmente nella provincia di San Juan in Argentina nel mese di gennaio. Fu inserita nel 2009 e nel 2023 nel calendario dell'UCI America Tour come gara di classe 2.2.

## Albo d'oro
Aggiornato all'edizione 2023.
| Anno | Vincitore             | Secondo             | Terzo              |
| ---- | --------------------- | ------------------- | ------------------ |
| 2002 | Luciano Montivero     |                     |                    |
| 2003 | Guillermo Brunetta    |                     |                    |
| 2004 | Luciano Montivero     |                     |                    |
| 2005 | Guillermo Brunetta    |                     |                    |
| 2006 | Jorge Pi              | Sergio Montivero    | Alejandro Borrajo  |
| 2007 | Darío Díaz            | Maximiliano Richeze | Pablo Brun         |
| 2009 | Emanuel Saldaño       | Claudio Flores      | Jorge Giacinti     |
| 2010 | Emanuel Saldaño       | Juan Pablo Dotti    | Juan Gáspari       |
| 2011 | Matías Médici         | Juan Pablo Dotti    | Jorge Pi           |
| 2012 | Juan Pablo Dotti      | Jorge Giacinti      | Cristian Clavero   |
| 2013 | Cristian Clavero      | Jorge Giacinti      | Pedro González     |
| 2015 | Daniel Zamora         | Diego Tivani        | Mauricio Muller    |
| 2016 | Elías Pereyra         | Nicolás Naranjo     | Juan Pablo Dotti   |
| 2017 | Ricardo Escuela       | Gerardo Tivani      | Josué Moyano       |
| 2018 | Nicolás Naranjo       | Mauricio Quiroga    | Marco Arriagada    |
| 2019 | Nicolás Naranjo       | Gerardo Tivani      | Emiliano Contreras |
| 2020 | Nicolás Naranjo       | Laureano Rosas      | Dario Díaz         |
| 2021 | Nicolás Tivani        | Darío Álvarez       | Alejandro Quilci   |
| 2022 | Agustín Del Negro     | Nicolás Tivani      | Laureano Rosas     |
| 2023 | Maximiliano Navarrete | Vicente Rojas       | Emiliano Contreras |